# Campionato mondiale di hockey su ghiaccio - Seconda Divisione 2014
Il Campionato mondiale di hockey su ghiaccio - Seconda Divisione 2014 è un torneo di hockey su ghiaccio organizzato dall'International Ice Hockey Federation. Le dodici squadre partecipanti sono state divise in due gironi da sei ciascuno. Il torneo del Gruppo A si è svolto a Belgrado, in Serbia, dal 9 al 15 aprile. Le partite del Gruppo B invece si sono giocate a Jaca, in Spagna, dal 5 all'11 aprile. L'Estonia ha vinto il Gruppo A, garantendosi così la partecipazione al Campionato mondiale di Prima Divisione - Gruppo B 2015. La Spagna ha vinto il Gruppo B, garantendosi così la partecipazione al Campionato mondiale di Seconda Divisione - Gruppo A 2015. Al contrario la Turchia, giunta all'ultimo posto, è stata retrocessa per il 2015 in Terza Divisione.

## Partecipanti

### Gruppo A
| Nazionale | Qualificazione                                                 |
| --------- | -------------------------------------------------------------- |
| Estonia   | Sesta e retrocessa dalla Prima Divisione - Gruppo B del 2013.  |
| Belgio    | Seconda nella Seconda Divisione - Gruppo A del 2013.           |
| Islanda   | Terza nella Seconda Divisione - Gruppo A del 2013.             |
| Australia | Quarta nella Seconda Divisione - Gruppo A del 2013.            |
| Serbia    | Ospitante, quinta nella Seconda Divisione - Gruppo A del 2013. |
| Israele   | Primo e promosso dalla Seconda Divisione - Gruppo B del 2013.  |

### Gruppo B
| Nazionale     | Qualificazione                                                             |
| ------------- | -------------------------------------------------------------------------- |
| Spagna        | Ospitante, sesta e retrocessa dalla Seconda Divisione - Gruppo A del 2013. |
| Nuova Zelanda | Seconda nella Seconda Divisione - Gruppo B del 2013.                       |
| Messico       | Terzo nella Seconda Divisione - Gruppo B del 2013.                         |
| Cina          | Quarta nella Seconda Divisione - Gruppo B del 2013.                        |
| Turchia       | Quinta nella Seconda Divisione - Gruppo B del 2013.                        |
| Sudafrica     | Prima e promossa dalla Terza Divisione del 2013.                           |

## Gruppo A

### Incontri
| Belgrado 9 aprile 2014, ore 13:00 UTC+2 | Islanda | 1 – 4 (0-1; 1-2; 0-1) referto | Estonia | Ice Rink Pionir (50 spett.) |

| Belgrado 9 aprile 2014, ore 16:00 UTC+2 | Israele | 4 – 3 (d.t.s.) (0-1; 0-1; 3-1) referto | Australia | Ice Rink Pionir (27 spett.) |

| Belgrado 9 aprile 2014, ore 20:00 UTC+2 | Belgio | 8 – 3 (3-0; 2-2; 3-1) referto | Serbia | Ice Rink Pionir (1.021 spett.) |

| Belgrado 10 aprile 2014, ore 13:00 UTC+2 | Estonia | 5 – 1 (4-1; 1-0; 0-0) referto | Australia | Ice Rink Pionir (23 spett.) |

| Belgrado 10 aprile 2014, ore 16:30 UTC+2 | Belgio | 3 – 6 (2-2; 1-0; 0-4) referto | Islanda | Ice Rink Pionir (72 spett.) |

| Belgrado 10 aprile 2014, ore 20:00 UTC+2 | Serbia | 10 – 6 (4-0; 2-3; 4-3) referto | Israele | Ice Rink Pionir (1.124 spett.) |

| Belgrado 12 aprile 2014, ore 13:00 UTC+2 | Belgio | 4 – 3 (d.t.s.) (1-3; 2-0; 0-0) referto | Israele | Ice Rink Pionir (300 spett.) |

| Belgrado 12 aprile 2014, ore 16:30 UTC+2 | Islanda | 3 – 2 (d.t.s.) (1-0; 0-2; 1-0) referto | Australia | Ice Rink Pionir (300 spett.) |

| Belgrado 12 aprile 2014, ore 20:00 UTC+2 | Estonia | 5 – 2 (1-1; 2-0; 2-1) referto | Serbia | Ice Rink Pionir (1.274 spett.) |

| Belgrado 14 aprile 2014, ore 13:00 UTC+2 | Australia | 7 – 1 (2-0; 4-1; 1-0) referto | Belgio | Ice Rink Pionir (310 spett.) |

| Belgrado 14 aprile 2014, ore 16:30 UTC+2 | Israele | 3 – 16 (0-6; 1-4; 2-6) referto | Estonia | Ice Rink Pionir (320 spett.) |

| Belgrado 14 aprile 2014, ore 20:00 UTC+2 | Serbia | 3 – 4 (d.t.s.) (0-2; 1-1; 2-0; 0-0) referto | Islanda | Ice Rink Pionir (1.321 spett.) |

| Belgrado 15 aprile 2014, ore 13:00 UTC+2 | Estonia | 6 – 1 (0-0; 4-1; 2-0) referto | Belgio | Ice Rink Pionir (305 spett.) |

| Belgrado 15 aprile 2014, ore 16:30 UTC+2 | Islanda | 4 – 3 (d.t.s.) (2-2; 0-1; 1-0; 0-0) referto | Israele | Ice Rink Pionir (368 spett.) |

| Belgrado 15 aprile 2014, ore 20:00 UTC+2 | Australia | 0 – 1 (0-0; 0-0; 0-1) referto | Serbia | Ice Rink Pionir (1.100 spett.) |

### Classifica
| Pos. |           | PG | V | VOT | POT | P | GF | GS | DR  | Pt |
| 1.   | Estonia   | 5  | 5 | 0   | 0   | 0 | 36 | 8  | +28 | 15 |
| 2.   | Islanda   | 5  | 1 | 3   | 0   | 1 | 18 | 15 | +3  | 9  |
| 3.   | Serbia    | 5  | 2 | 0   | 1   | 2 | 19 | 23 | -4  | 7  |
| 4.   | Australia | 5  | 1 | 0   | 2   | 2 | 13 | 14 | -1  | 5  |
| 5.   | Belgio    | 5  | 1 | 1   | 0   | 3 | 17 | 25 | -8  | 5  |
| 6.   | Israele   | 5  | 0 | 1   | 2   | 2 | 19 | 37 | -18 | 4  |

### Riconoscimenti individuali
- Miglior portiere: Arsenije Ranković -  Serbia
- Miglior difensore: Ingvar Jónsson -  Islanda
- Miglior attaccante: Robert Rooba -  Estonia

### Classifica marcatori
| Giocatore          | PG | G | A | Pt | +/- | MP |
| ------------------ | -- | - | - | -- | --- | -- |
| Robert Rooba       | 5  | 6 | 8 | 14 | +10 | 2  |
| Emil Alengård      | 5  | 5 | 7 | 12 | +5  | 0  |
| Marko Kovačević    | 5  | 7 | 3 | 10 | +3  | 2  |
| Roman Andrejev     | 5  | 3 | 7 | 10 | +10 | 4  |
| Daniel Erlich      | 5  | 2 | 8 | 10 | -7  | 22 |
| Artjom Gornostajev | 5  | 5 | 4 | 9  | +11 | 8  |
| Nemanja Vucurević  | 5  | 5 | 4 | 9  | -1  | 4  |
| Eliezer Sherbatov  | 5  | 3 | 6 | 9  | -8  | 2  |
| Daniel Mazour      | 5  | 4 | 4 | 8  | -7  | 8  |
| Oren Eizenman      | 5  | 3 | 5 | 8  | -7  | 0  |

Fonte: IIHF.com

### Classifica portieri
| Giocatore          | Min    | TC  | GS | SO | MGS  | Sv%   |
| ------------------ | ------ | --- | -- | -- | ---- | ----- |
| Anthony Kimlin     | 304:47 | 193 | 14 | 0  | 2.76 | 92.75 |
| Arsenije Ranković  | 228:29 | 158 | 13 | 1  | 3.41 | 91.77 |
| Dennis Hedström    | 311:00 | 172 | 15 | 0  | 2.89 | 91.28 |
| Mark Rajevski      | 152:15 | 43  | 4  | 0  | 1.58 | 90.70 |
| Aleksandr Kolossov | 147:45 | 42  | 4  | 0  | 1.62 | 90.48 |

Fonte: IIHF.com

## Gruppo B

### Incontri
| Jaca 5 aprile 2014, ore 13:00 UTC+2 | Nuova Zelanda | 6 – 3 (2-2, 2-0, 2-1) referto | Turchia | Pabellón de Hielo (120 spett.) |

| Jaca 5 aprile 2014, ore 16:30 UTC+2 | Sudafrica | 1 – 4 (0-1, 0-1, 1-2) referto | Cina | Pabellón de Hielo (450 spett.) |

| Jaca 5 aprile 2014, ore 20:00 UTC+2 | Messico | 3 – 5 (0-1, 1-3, 2-1) referto | Spagna | Pabellón de Hielo (2.350 spett.) |

| Jaca 6 aprile 2014, ore 13:00 UTC+2 | Turchia | 2 – 4 (1-1, 1-2, 0-1) referto | Sudafrica | Pabellón de Hielo (381 spett.) |

| Jaca 6 aprile 2014, ore 16:30 UTC+2 | Nuova Zelanda | 0 – 5 (0-1, 0-2, 0-2) referto | Messico | Pabellón de Hielo (600 spett.) |

| Jaca 6 aprile 2014, ore 20:00 UTC+2 | Spagna | 4 – 0 (1-0, 0-0, 3-0) referto | Cina | Pabellón de Hielo (2.350 spett.) |

| Jaca 8 aprile 2014, ore 13:00 UTC+2 | Messico | 7 – 4 (2-3, 3-1, 2-0) referto | Cina | Pabellón de Hielo (180 spett.) |

| Jaca 8 aprile 2014, ore 16:30 UTC+2 | Nuova Zelanda | 4 – 2 (0-2, 1-0, 3-0) referto | Sudafrica | Pabellón de Hielo (300 spett.) |

| Jaca 8 aprile 2014, ore 20:00 UTC+2 | Spagna | 8 – 0 (2-0, 3-0, 3-0) referto | Turchia | Pabellón de Hielo (2.100 spett.) |

| Jaca 9 aprile 2014, ore 13:00 UTC+2 | Cina | 2 – 3 (d.t.s.) (2-1; 0-0; 0-1) referto | Nuova Zelanda | Pabellón de Hielo (210 spett.) |

| Jaca 9 aprile 2014, ore 16:30 UTC+2 | Turchia | 1 – 5 (0-2; 1-0; 0-3) referto | Messico | Pabellón de Hielo (150 spett.) |

| Jaca 9 aprile 2014, ore 20:00 UTC+2 | Sudafrica | 0 – 6 (0-1; 0-2; 0-3) referto | Spagna | Pabellón de Hielo (1.850 spett.) |

| Jaca 11 aprile 2014, ore 13:00 UTC+2 | Messico | 3 – 1 (0-0; 1-0; 2-1) referto | Sudafrica | Pabellón de Hielo (138 spett.) |

| Jaca 11 aprile 2014, ore 16:30 UTC+2 | Cina | 4 – 6 (1-3; 3-3; 0-0) referto | Turchia | Pabellón de Hielo (150 spett.) |

| Jaca 11 aprile 2014, ore 20:00 UTC+2 | Spagna | 6 – 2 (1-1; 4-1; 1-0) referto | Nuova Zelanda | Pabellón de Hielo (2.350 spett.) |

### Classifica
| Pos. |               | PG | V | VOT | POT | P | GF | GS | DR  | Pt |
| 1.   | Spagna        | 5  | 5 | 0   | 0   | 0 | 29 | 5  | +24 | 15 |
| 2.   | Messico       | 5  | 4 | 0   | 0   | 1 | 23 | 11 | +12 | 12 |
| 3.   | Nuova Zelanda | 5  | 2 | 1   | 0   | 2 | 15 | 18 | -3  | 8  |
| 4.   | Cina          | 5  | 1 | 0   | 1   | 3 | 14 | 21 | -7  | 4  |
| 5.   | Sudafrica     | 5  | 1 | 0   | 0   | 4 | 8  | 19 | -11 | 3  |
| 6.   | Turchia       | 5  | 1 | 0   | 0   | 4 | 12 | 27 | -15 | 3  |

### Riconoscimenti individuali
- Miglior portiere: Ander Alcaine -  Spagna
- Miglior difensore: Juan José Palacín -  Spagna
- Miglior attaccante: Oriol Boronat -  Spagna

### Classifica marcatori
| Giocatore         | PG | G | A | Pt | +/- | MP |
| ----------------- | -- | - | - | -- | --- | -- |
| Oriol Boronat     | 5  | 9 | 3 | 12 | +9  | 2  |
| Andrew Cox        | 5  | 9 | 1 | 10 | +1  | 0  |
| Juan José Palacín | 5  | 3 | 7 | 10 | +10 | 4  |
| Carlos Quevedo    | 5  | 2 | 6 | 8  | +9  | 2  |
| Charlie Huber     | 5  | 0 | 8 | 8  | +3  | 2  |
| Héctor Majul      | 5  | 4 | 3 | 7  | +5  | 6  |
| Brian Arroyo      | 5  | 3 | 4 | 7  | +3  | 2  |
| Adrian Cervantes  | 5  | 3 | 4 | 7  | +5  | 4  |
| Carlos Gómez      | 5  | 3 | 4 | 7  | +5  | 0  |
| Pablo Muñoz       | 5  | 3 | 4 | 7  | +3  | 0  |

Fonte: IIHF.com

### Classifica portieri
| Giocatore          | Min    | TC  | GS | SO | MGS  | Sv%   |
| ------------------ | ------ | --- | -- | -- | ---- | ----- |
| Ander Alcaine      | 220:00 | 49  | 3  | 2  | 0.82 | 93.88 |
| Jaden Pine-Murphy  | 150:25 | 110 | 7  | 0  | 2.79 | 96.64 |
| Jack Nebe          | 178:18 | 107 | 8  | 0  | 2.69 | 92.08 |
| Andres de la Garma | 150:40 | 75  | 6  | 0  | 2.39 | 92.00 |
| Alfonso de Alba    | 149:08 | 54  | 5  | 1  | 2.01 | 90.74 |

Fonte: IIHF.com